# Pidonia masakii
Pidonia masakii là một loài bọ cánh cứng trong họ Cerambycidae.